# 22 de outubro
22 de outubro é o 295.º dia do ano no calendário gregoriano (296.º em anos bissextos). Faltam 70 dias para acabar o ano.

## Eventos históricos

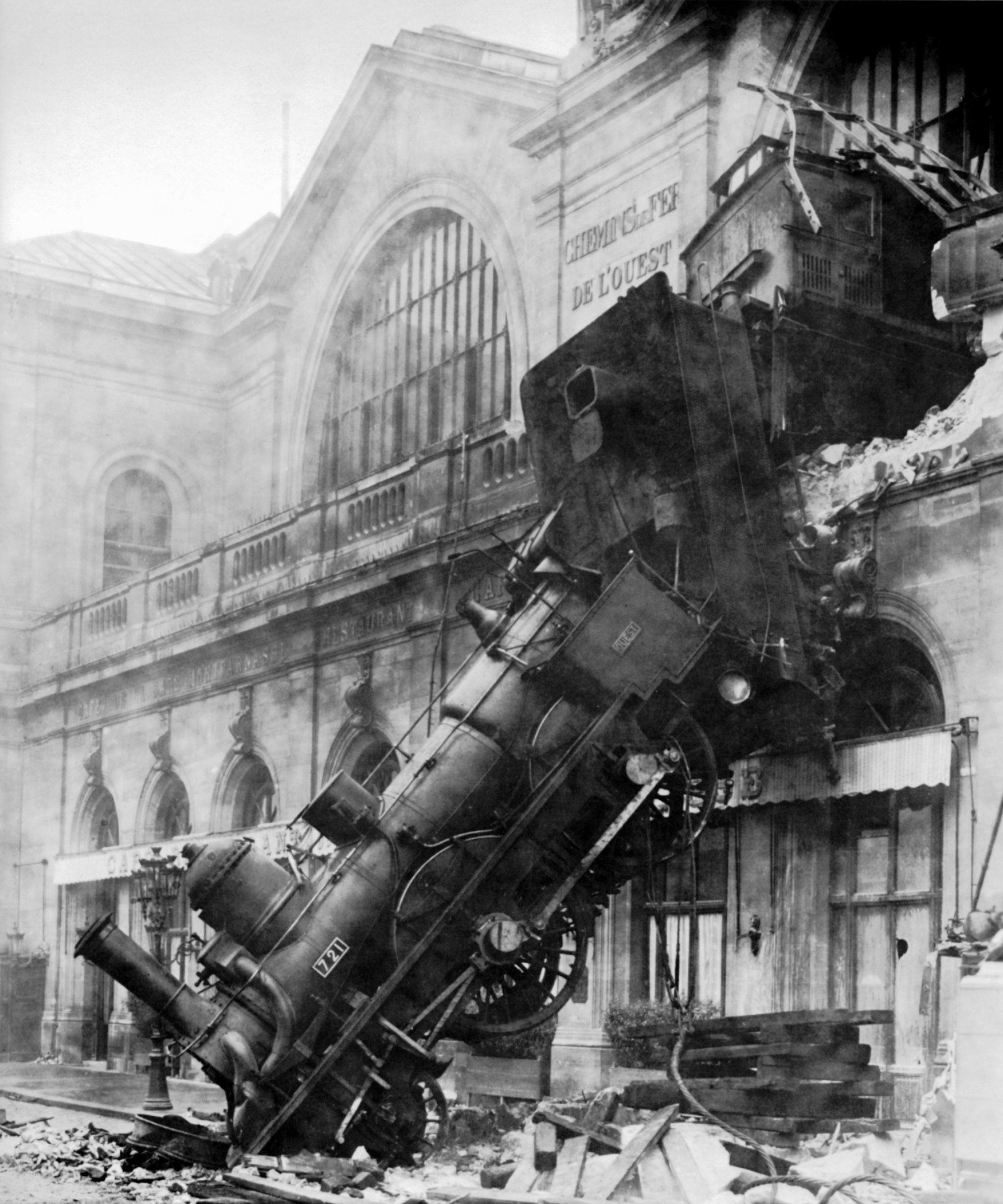
1895: Expresso Paris-Granville

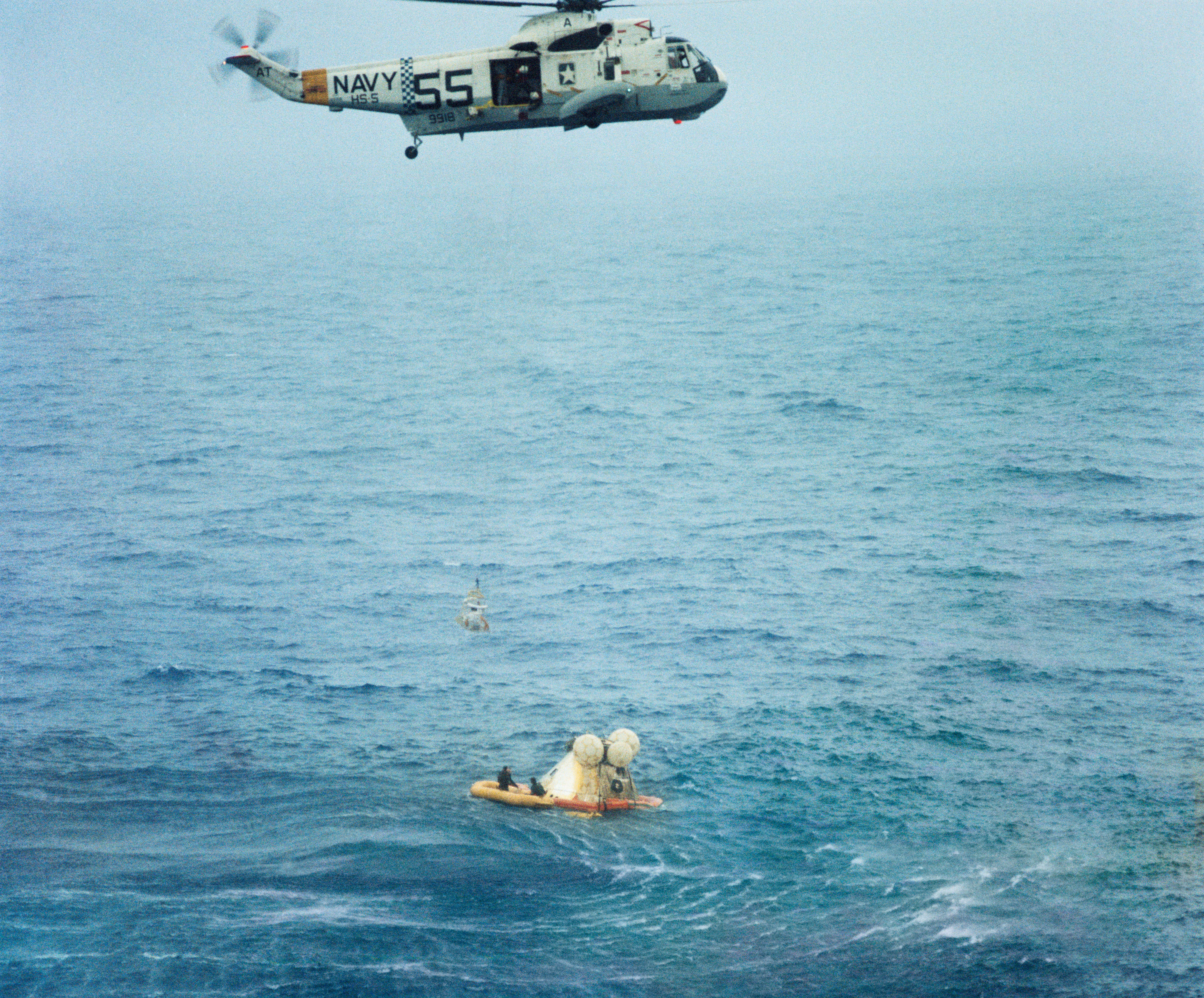
1968: Resgate da tripulação da Apollo 7

- 0451 — Adotado o Credo calcedoniano, relativo à natureza divina e humana de Jesus.
- 0794 — O imperador Kanmu transfere a capital japonesa para Heian-kyō (agora Kyoto).
- 0906 — Amade ibne Caigalague lidera um ataque contra o Império Bizantino, levando de 4 000 a 5 000 cativos.
- 1383 — O rei Fernando morre sem um herdeiro masculino ao trono português, provocando um período de guerra civil e desordem.
- 1633 — A dinastia Ming derrota a Companhia Holandesa das Índias Orientais.
- 1536 — É publicada em Évora e na presença de D. João III a bula Cum ad nil magis, promulgada pelo Papa Paulo III, que fundava a Inquisição portuguesa.
- 1707 — Quatro navios da marinha britânica encalham nas Ilhas Scilly por causa de uma navegação mal feita. Em resposta, o primeiro Ato de Longitude é promulgado em 1714.
- 1721 — O Império Russo é proclamado pelo czar Pedro I após a derrota sueca na Grande Guerra do Norte.
- 1739 — Começa a Guerra da Orelha de Jenkins com o primeiro ataque a La Guaira.
- 1784 — A Rússia funda uma colônia na Ilha Kodiak, no Alasca.
- 1797 — André-Jacques Garnerin faz o primeiro salto de paraquedas registrado, de mil metros acima de Paris.
- 1807 — Acordo secreto com Londres prevê mudança da corte portuguesa para o Brasil.
- 1836 — Sam Houston toma posse como o primeiro presidente da República do Texas.
- 1844 — O Dia do Grande Desapontamento: religiosos norte-americanos inspirados em profecias bíblicas esperavam o retorno de Jesus Cristo neste dia.
- 1859 — Espanha declara guerra ao Marrocos.
- 1866 — Um plebiscito ratifica a anexação do Vêneto e Mântua à Itália, ocorrida três dias antes, em 19 de outubro.
- 1879 — Usando um filamento de fio carbonizado, Thomas Edison testa a primeira lâmpada incandescente elétrica (dura 13 horas e meia antes de queimar).
- 1884 — O Observatório Real da Grã-Bretanha é adotado como o meridiano principal da longitude.
- 1895 — Em Paris, um trem expresso descarrila após ultrapassar a parada de segurança, atravessando quase 30 metros do saguão antes de colidir com uma parede e cair 10 metros na estrada abaixo.
- 1907 — Uma corrida ao caixa da Knickerbocker Trust Company produzem eventos que desencadearão o Pânico financeiro de 1907.
- 1909 — A aviadora francesa Élise Deroche é a primeira mulher a fazer um voo sozinha.
- 1910 — Hawley Harvey Crippen (o primeiro criminoso a ser preso com a ajuda do rádio) é condenado por envenenar sua esposa.
- 1912 — Início da Guerra do Contestado, em razão do início da construção da Estrada de Ferro que ligaria São Paulo ao Rio Grande do Sul.
- 1923 — A tentativa de golpe de Estado monarquista Leonardopoulos-Gargalidis falha na Grécia, desacreditando a monarquia e abrindo caminho para o estabelecimento da Segunda República Helênica.
- 1938 — A primeira cópia xerográfica é feita, nos Estados Unidos.
- 1943 — Segunda Guerra Mundial: no segundo ataque de fogo na Alemanha, a RAF realiza um ataque aéreo na cidade de Kassel, matando 10 000 e deixando 150 000 desabrigados.
- 1945 — Fundação em Portugal da Polícia Internacional e de Defesa do Estado (PIDE).
- 1947 — Começa o Conflito na Caxemira entre a Índia e o Paquistão, tendo iniciado logo após a partição da Índia.
- 1954 — A Alemanha Ocidental passa a fazer parte da Organização do Tratado do Atlântico Norte.
- 1955 — Proclamação da república do Vietname do Sul.
- 1962 — Crise dos mísseis de Cuba: o presidente Kennedy, após aconselhamento interno de Dwight D. Eisenhower, anuncia que os aviões de reconhecimento americanos descobriram armas nucleares soviéticas em Cuba e que ele ordenou uma "quarentena" naval da nação comunista.
- 1964 — Jean-Paul Sartre recebe o Prêmio Nobel de Literatura, mas recusa a honra.
- 1966 — A União Soviética lança a Luna 12.
- 1968 — Programa Apollo: a Apollo 7 cai com segurança no Oceano Atlântico depois de orbitar a Terra 163 vezes.
- 1969 — É reaberto o Congresso Nacional do Brasil, que havia sido fechado dez meses depois da publicação do Ato Institucional Número Cinco (AI-5).
- 1975 — A missão espacial não tripulada soviética Venera 9 chega a Vênus.
- 1999 — Maurice Papon, funcionário do governo de Vichy durante a Segunda Guerra Mundial, é preso por crimes contra a humanidade.
- 2002 — Entra em funcionamento a Bolsa de Mercadorias e Futuros (BM&F) em São Paulo.
- 2005 — A tempestade tropical Alpha se forma na Bacia do Atlântico, tornando a temporada de furacões no Atlântico de 2005 a temporada de furacões no Atlântico mais ativa até ser superada pela temporada de 2020.
- 2006 — A proposta de expansão do Canal do Panamá é aprovada por 77,8% dos eleitores em um referendo nacional.
- 2008 — A Índia lança sua primeira missão lunar não tripulada Chandrayaan-1.
- 2009 — Ocorre o lançamento mundial de vendas do Windows 7 pela Microsoft.
- 2014 — Michael Zehaf-Bibeau ataca o Parlamento do Canadá, matando um soldado e ferindo outras três pessoas.
- 2022 — Giorgia Meloni é empossada como primeira-ministra da Itália, sendo a primeira mulher a assumir o cargo.[1]

## Nascimentos

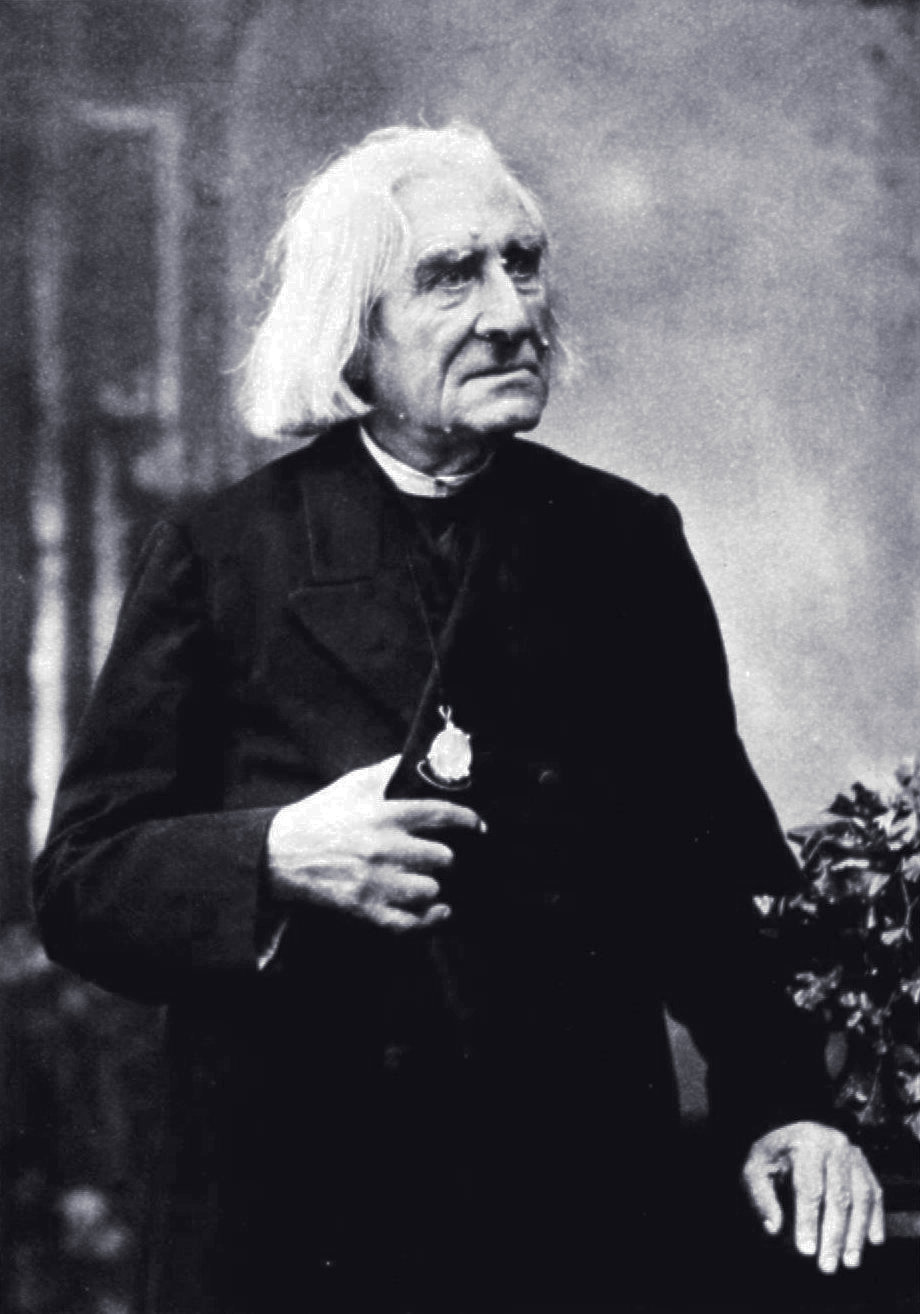
Franz Liszt

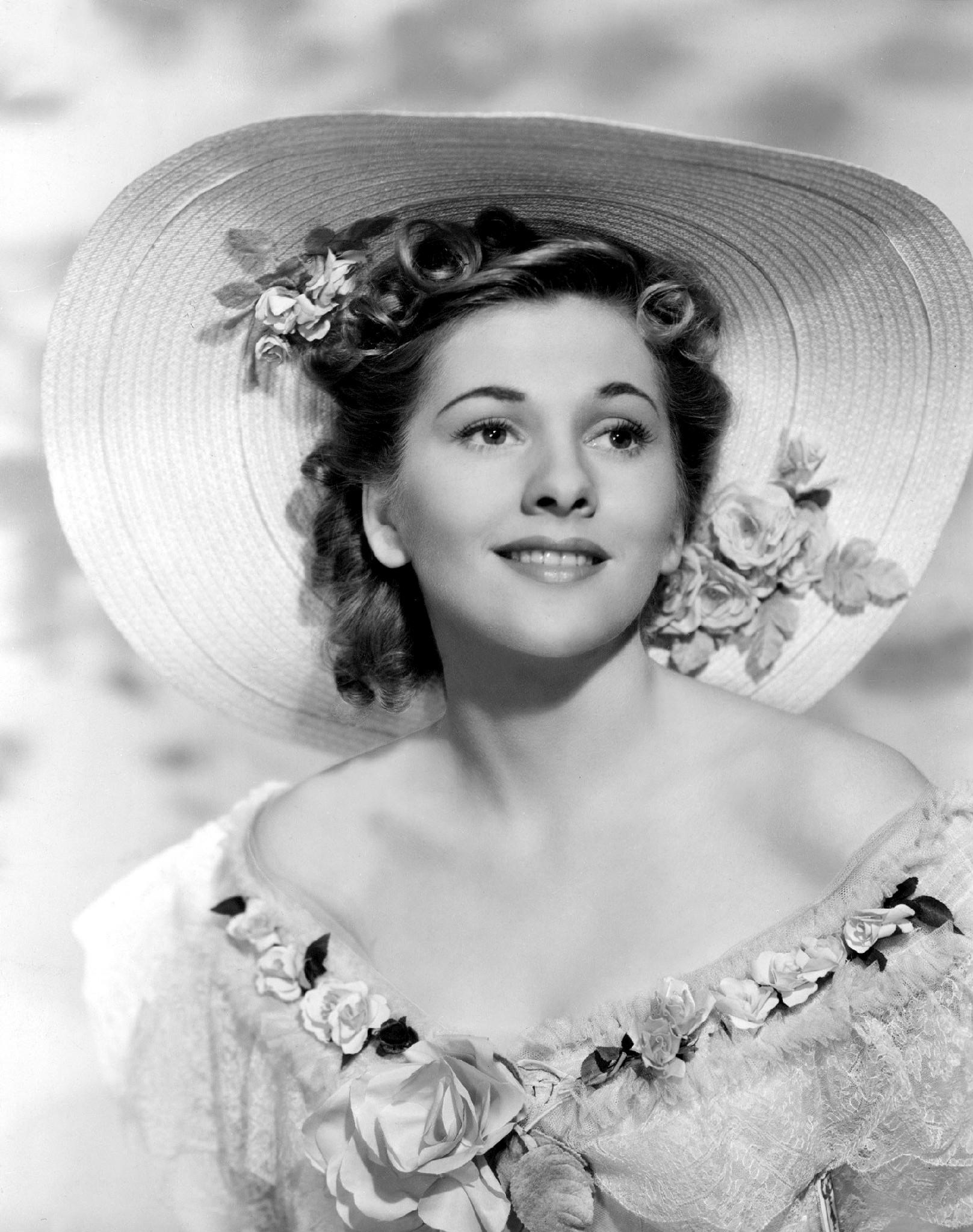
Joan Fontaine

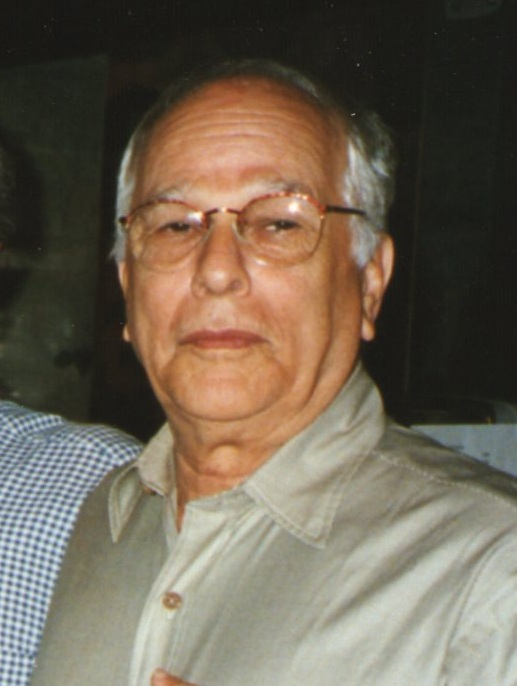
Nelson Pereira dos Santos

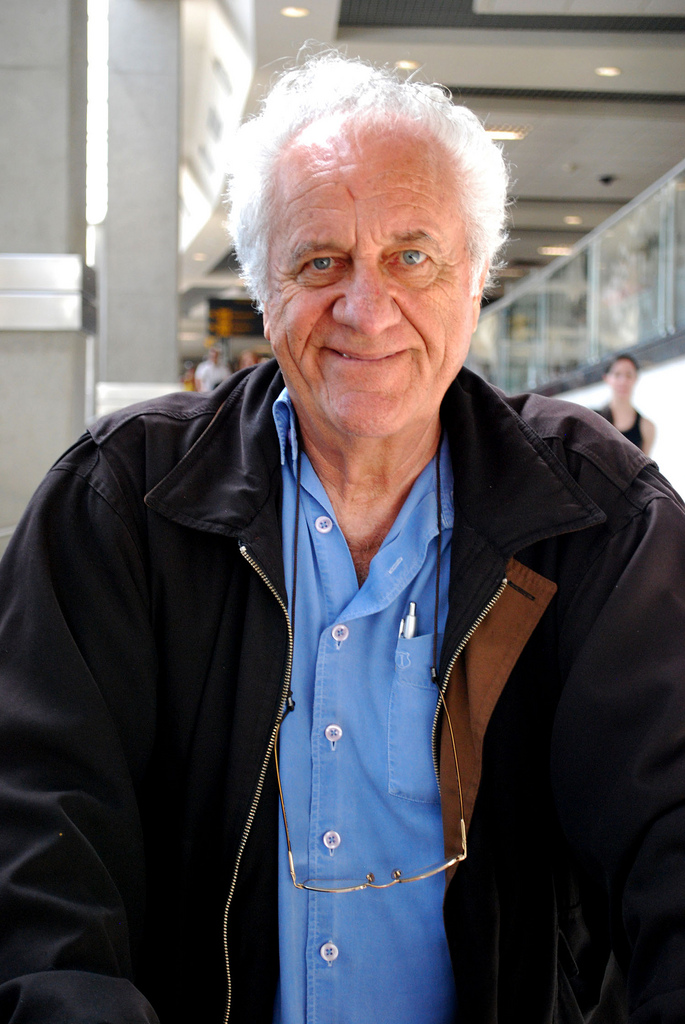
Rolando Boldrin

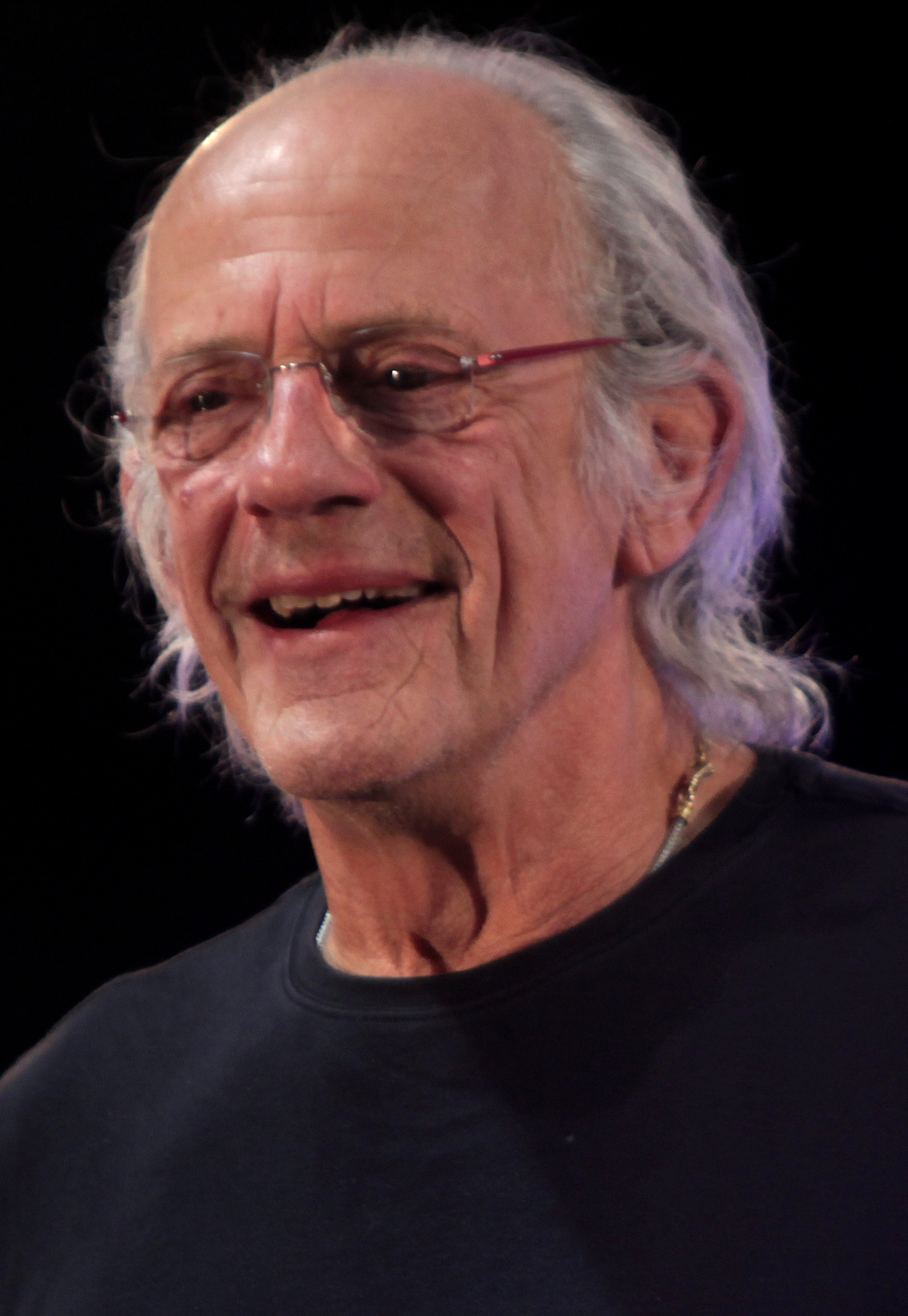
Christopher Lloyd

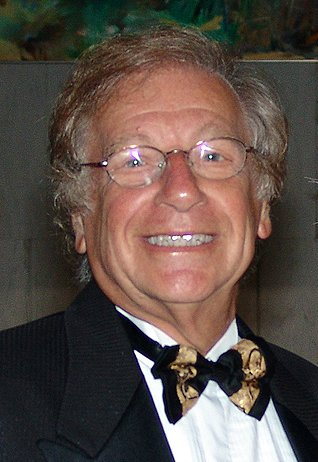
Juca Chaves

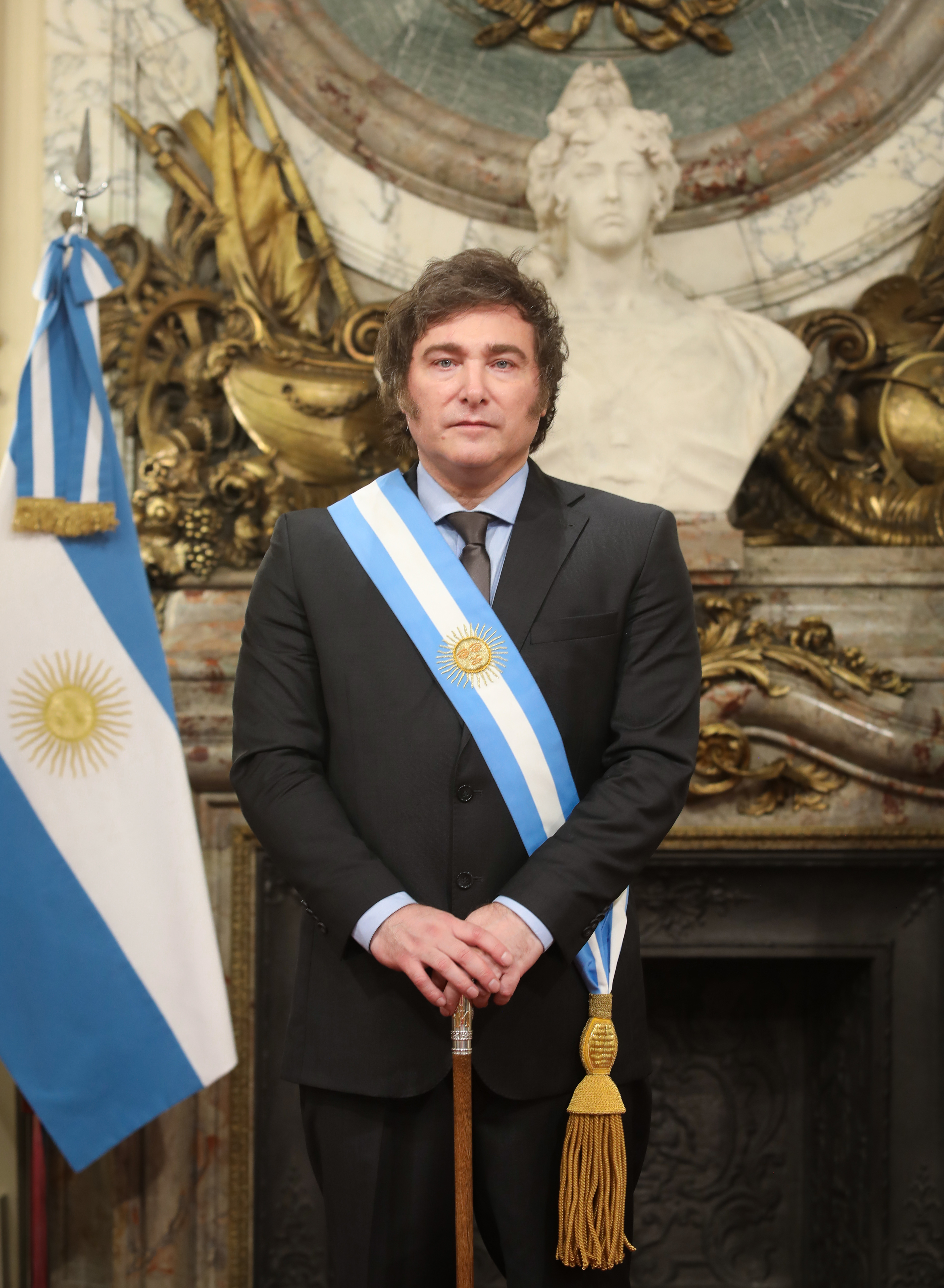
Javier Milei

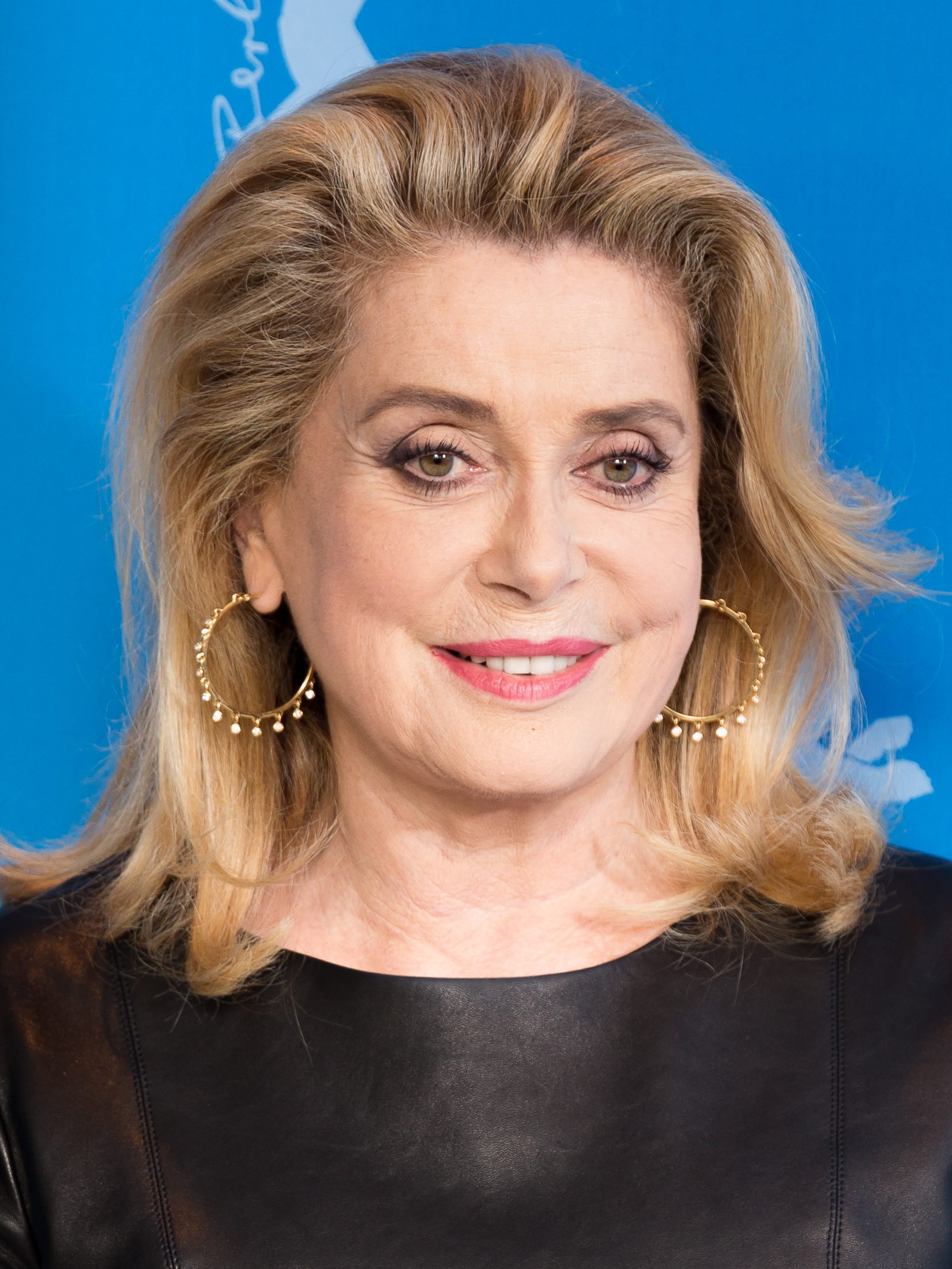
Catherine Deneuve

### Anterior ao século XIX
- 1071 — Guilherme IX da Aquitânia (m. 1126).
- 1197 — Juntoku, imperador do Japão (m. 1242).
- 1511 — Erasmus Reinhold, astrônomo e matemático alemão (m. 1553).
- 1587 — Joachim Jung, matemático e filósofo alemão (m. 1657).
- 1605 — Frederico Maurício de La Tour de Auvérnia, Duque de Bulhão, general francês (m. 1652).
- 1659 — Georg Ernst Stahl, químico e médico alemão (m. 1734).
- 1661 — Margaret Holles, Duquesa de Newcastle-upon-Tyne (m. 1716).
- 1689 — João V de Portugal (m. 1750).
- 1701 — Maria Amália da Áustria (m. 1756).
- 1729 — Johann Reinhold Forster, pastor e botânico alemão (m. 1798).
- 1734 — Daniel Boone, explorador estadunidense (m. 1820).
- 1759 — Luísa d'Aumont, princesa de Mônaco (m. 1826).
- 1761 — Antoine Barnave, político e orador francês (m. 1793).
- 1781 — Luís José, Delfim da França (m. 1789).
- 1783 — Constantine Samuel Rafinesque, polímata e naturalista otomano-francês (m. 1840).

### Século XIX
- 1811 — Franz Liszt, compositor erudito húngaro (m. 1886).
- 1818 — Leconte de Lisle, poeta francês (m. 1894).
- 1833 — Florestina de Mônaco (m. 1897).
- 1843 — Estanisláo Przewodowski, militar e engenheiro brasileiro (m. 1903)
- 1844
  - Louis Riel, político canadense (m. 1885).
  - Sarah Bernhardt, atriz francesa (m. 1923).
- 1858 — Augusta Vitória de Schleswig-Holstein (m. 1921).
- 1870
  - Ivan Bunin, poeta e escritor russo (m. 1953).
  - Alfred Douglas, poeta britânico (m. 1945).
- 1878 — Francisco dos Santos, escultor e pintor português (m. 1930).
- 1881 — Clinton Joseph Davisson, físico estadunidense (m. 1958).
- 1885 — Giovanni Martinelli, tenor italiano (m. 1969).
- 1896 — José Leitão de Barros, realizador, argumentista e ator português (m. 1967).

### Século XX

#### 1901–1950
- 1903
  - George Wells Beadle, cientista estadunidense (m. 1989).
  - Curly Howard ator e comediante estadunidense (m. 1952).
- 1904 — Constance Bennett, atriz, cantora e produtora estadunidense (m. 1965).
- 1905
  - Joseph Kosma, compositor franco-húngaro (m. 1969).
  - Manuel Ferreira, futebolista argentino (m. 1983).
- 1913
  - Bao Dai, imperador vietnamita (m. 1997).
  - Robert Capa, fotógrafo húngaro (m. 1954).
- 1915 — Yitzhak Shamir, político israelense (m. 2012).
- 1917 — Joan Fontaine, atriz anglo-estadunidense (m. 2013).
- 1919 — Doris Lessing, escritora anglo-iraniana (m. 2013).
- 1920
  - Timothy Leary, escritor e psicólogo estadunidense (m. 1996).
  - Augusto da Costa, futebolista brasileiro (m. 2004).
- 1921
  - Mário Teixeira Gurgel, bispo brasileiro (m. 2006).
  - Georges Brassens, letrista, compositor e cantor francês (m. 1981).
- 1923 — Bert Trautmann, futebolista alemão (m. 2013).
- 1928 — Nelson Pereira dos Santos, cineasta, produtor cinematográfico e roteirista brasileiro (m. 2018).
- 1929 — Lev Yashin, futebolista soviético (m. 1990).
- 1933 — Helmut Senekowitsch, futebolista austríaco (m. 2007).
- 1936
  - Rolando Boldrin, ator, apresentador e cantor brasileiro (m. 2022).
  - Bobby Seale, ativista estadunidense.
- 1938
  - Christopher Lloyd, ator estadunidense.
  - Juca Chaves, humorista, compositor, escritor e cantor brasileiro (m. 2023).
- 1939
  - Joaquim Chissano, político moçambicano.
  - George Cohen, futebolista britânico (m. 2022).
  - Jean-Pierre Desthuilliers, poeta francês (m. 2013).
- 1942
  - Bobby Fuller, músico e cantor estadunidense (m. 1966).
  - Annette Funicello, atriz e cantora estadunidense (m. 2013).
  - Barrerito, cantor brasileiro (m. 1998).
- 1943 — Catherine Deneuve, atriz francesa.
- 1944 — Raoul Lambert, ex-futebolista belga.
- 1946 — Richard McGonagle, ator estadunidense.
- 1947 — Godfrey Chitalu, futebolista e treinador de futebol zambiano (m. 1993).
- 1949 — Arsène Wenger, treinador de futebol francês.

#### 1951–2000
- 1951 — Denise Bandeira, atriz e roteirista brasileira.
- 1952 — Jeff Goldblum, ator estadunidense.
- 1957 — Pedro Luís Vicençote, ex-futebolista brasileiro.
- 1958 — Luiz Carlos Ferreira, ex-futebolista brasileiro.
- 1959 — Lawrie Sanchez, ex-futebolista e treinador de futebol britânico.
- 1960
  - Cris Kirkwood, músico estadunidense.
  - Ed Repka, artista estadunidense.
- 1962
  - Oleg Makarov, ex-patinador artístico soviético.
  - Bob Odenkirk, ator, comediante, escritor, diretor e produtor estadunidense.
- 1963
  - Brian Boitano, patinador artístico estadunidense.
  - Joana D'Arc Félix de Souza, professora e cientista brasileira.
- 1964
  - Dražen Petrović, jogador de basquete croata (m. 1993).
  - Craig Levein, ex-futebolista e treinador de futebol britânico.
  - César Kist, ex-tenista brasileiro.
- 1965 — Piotr Wiwczarek, cantor, compositor, guitarrista e produtor musical polonês.
- 1966 — Valeria Golino, cantora e atriz italiana.
- 1967
  - Ana Beatriz Nogueira, atriz brasileira.
  - Rui Correia, ex-futebolista português.
  - Rita Guerra, cantora portuguesa.
  - Maizena, ex-futebolista brasileiro.
- 1968 — Shaggy, cantor jamaicano.
- 1970
  - D'Lo Brown, wrestler estadunidense.
  - Javier Milei, político argentino, 52.° presidente da República da Argentina.
  - Winston Bogarde, ex-futebolista holandês.
- 1972 — Saffron Burrows, atriz britânica.
- 1973
  - Adryana Ribeiro, cantora e compositora brasileira.
  - Ana Furtado, atriz e apresentadora brasileira.
  - Andrés Palop, ex-futebolista espanhol.
- 1975
  - Bruno Ribeiro, futebolista português.
  - Jesse Tyler Ferguson, ator estadunidense.
  - Míchel Salgado, ex-futebolista espanhol.
- 1976 — Laidback Luke, DJ e produtor musical holandês.
- 1978 — Chaswe Nsofwa, futebolista zambiano (m. 2007).
- 1979
  - Deivid, ex-futebolista brasileiro.
  - Doni, ex-futebolista brasileiro.
- 1981
  - Olivier Pla, automobilista francês.
  - Guilherme Weisheimer, futebolista brasileiro.
- 1982
  - Marisa Liz, cantora portuguesa.
  - Melinda Czink, tenista húngara.
  - Mark Renshaw, ciclista australiano.
  - Oleksandr Kucher, futebolista ucraniano.
- 1983 — Nicolas Vallar, futebolista taitiano.
- 1984 — Lee Ho, futebolista sul-coreano.
- 1985 — Zac Hanson, músico estadunidense.
- 1986
  - Welliton, futebolista brasileiro.
  - Kyle Gallner, ator estadunidense.
  - Ștefan Radu, futebolista romeno.
- 1988 — Guilherme, futebolista brasileiro.
- 1990
  - Jonathan Lipnicki, ator estadunidense.
  - Kire Ristevski, futebolista macedônio.
- 1991 — Robert Arboleda, futebolista equatoriano.
- 1992 — Sofia Vassilieva, atriz estadunidense.
- 1998 — Johan Vásquez, futebolista mexicano.
- 2000 — Brenden Aaronson, futebolista estadunidense.

### Século XXI
- 2001 — Jo Yu-ri, cantora e compositora sul-coreana.
- 2004 — Stefan Bajcetic, futebolista espanhol.

## Mortes

### Anterior ao século XIX
- 0741 — Carlos Martel, guerreiro belgo-francês (n. 690).
- 1383 — Fernando I de Portugal (n. 1345).
- 1764 — Marc-Pierre de Voyer de Paulmy d'Argenson, estadista francês (n. 1696).

### Século XIX
- 1839 — George Campbell, 6º Duque de Argyll (n. 1768).
- 1882 — János Arany, jornalista, escritor e poeta húngaro (n. 1817).
- 1895 — Oliver Ames, empresário, financista e político americano (n. 1831).

### Século XX
- 1906 — Paul Cézanne, pintor francês (n. 1839).
- 1908 — Artur de Azevedo, jornalista, humorista e poeta brasileiro (n. 1855).
- 1921 — Linda Malnati, sindicalista, ativista e educadora italiana (n. 1855).
- 1922 — Lyman Abbott, teólogo, editor e escritor norte-americano (n. 1835).
- 1954 — Oswald de Andrade, escritor modernista brasileiro (n. 1890).
- 1970 — Aníbal Freire da Fonseca, jurista e jornalista brasileiro (n. 1884).
- 1986 — Albert Szent-Györgyi, fisiologista húngaro (n. 1893).

### Século XXI
- 2003 — Tony Renna, automobilista norte-americano (n. 1976).
- 2005 — Arman, pintor e escultor franco-americano (n. 1928).
- 2006 — Choi Kyu-hah, político sul-coreano (n. 1919).
- 2007 — Ève Curie, escritora francesa (n. 1904).
- 2024 — Gustavo Gutiérrez Merino, sacerdote e teólogo católico peruano (n. 1928).

## Feriados e eventos cíclicos

### Internacionais
- Dia do Protesto Mundial contra o Uso do Eletrochoque
- Dia Internacional do Radioamador
- Dia Internacional de Atenção à Gagueira

### Brasil
- Dia do enólogo
- Dia do paraquedista
- Dia da praça

Feriados locais
- Aniversário da cidade de Chuí, Rio Grande do Sul
- Aniversário da cidade de Vacaria, Rio Grande do Sul
- Aniversário da cidade de Muqui, Espírito Santo
- Aniversário da cidade de Santana do Itararé, Paraná
- Aniversário da cidade de Mogi Mirim, São Paulo
- Aniversário da cidade de Ibicaraí, Bahia

### Vaticano
- Dia Nacional da Cidade-Estado do Vaticano

### Mitologia
- Mitologia egípcia - Festival de Neite, mãe dos deuses

### Cristianismo
- Arão, o Ilustre
- Donato de Fiesole
- Marcos de Jerusalém
- Nunilo e Alódia
- Papa João Paulo II
- Salomé
- Teodoreto de Antioquia

## Outros calendários
- No calendário romano era o 11.º dia (XI) antes das calendas de novembro.
- No calendário litúrgico tem a letra dominical A para o dia da semana.
- No calendário gregoriano a epacta do dia é i.